# Jeanette Ottesen
Jeanette Ottesen (Lyngby-Tårbæk, 30 de dezembro de 1987) é uma nadadora dinamarquesa, medalhista olímpica.

## Carreira

### Rio 2016
Ottesen competiu nos 50 m livre da natação nos Jogos Olímpicos de Verão de 2012 ficando na semifinal. Em 2016 ela conquistou a medalha de bronze com o revezamento 4x100 metros medley.